# Chasse au Wumpus

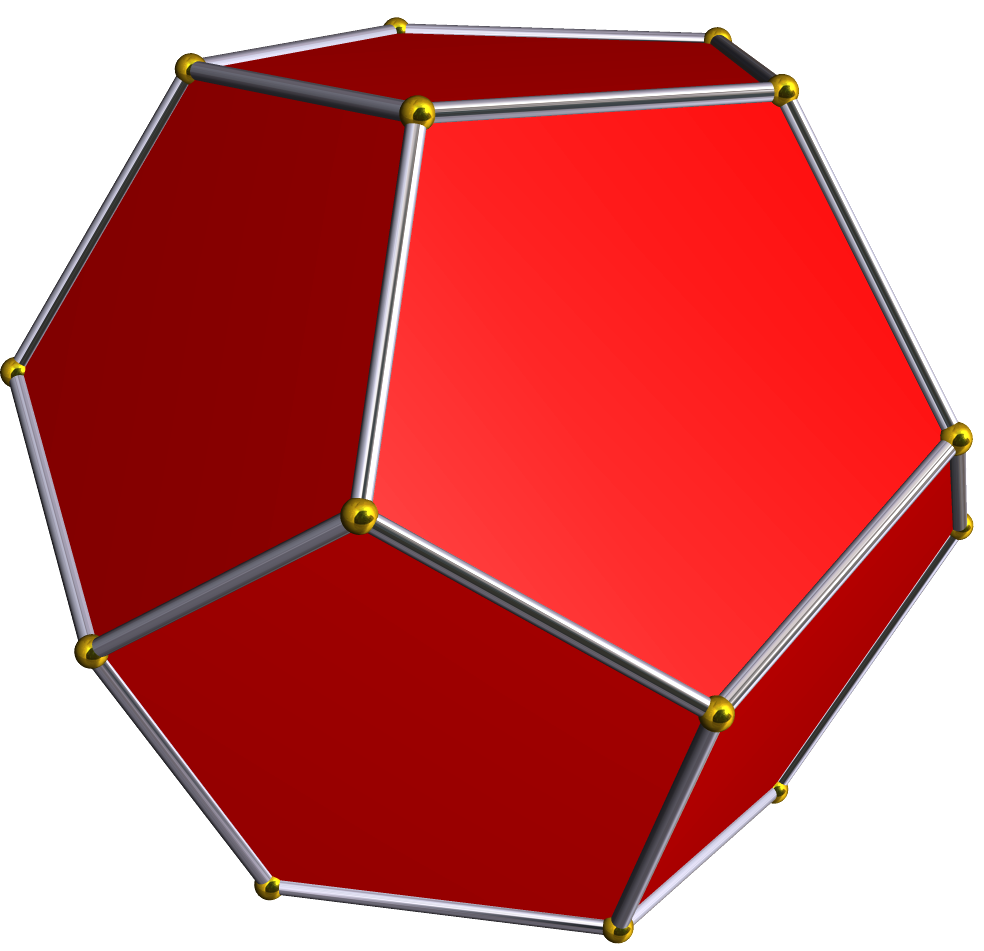
Le Wumpus occupe l'un des sommets de ce dodécaèdre

 (août 2018).
Hunt the Wumpus (ou Chasse au Wumpus, en français) est un des premiers jeux informatiques. Il consiste en une partie de cache-cache avec un monstre, le Wumpus, tapi dans un réseau de cavernes souterraines.

## Le jeu
Dans sa version d'origine, le joueur donne ses instructions par ligne de commande. Il peut se déplacer de salle en salle ou tirer une flèche selon un chemin donné. Le terrain de jeu est constitué de 20 salles, chacune étant reliée à trois autres. Géométriquement, cette carte est équivalente à un dodécaèdre dont chaque sommet serait une salle. Quelques pièges sont également présents sous la forme de fosses de vase et de chauves-souris.
Par déduction, le joueur est capable de localiser la salle dans laquelle se trouve le Wumpus, sans y avoir jamais pénétré. À ce point, il lance une flèche dans la direction supposée du monstre. Si le Wumpus s'y trouve, il remporte la partie ; sinon, la partie est perdue.
Ce jeu a été programmé par Gregory Yob en BASIC lorsqu'il était étudiant à l'université du Massachusetts à Dartmouth. Hunt the Wumpus fut publié pour la première fois dans le journal « Peoples Computer Company » en 1973, puis à nouveau en 1975 dans  « Creative Computing », et enfin en 1979 dans le livre « MORE BASIC Computer Games ». Dans certaines versions ultérieures, dont celle sur TI-99/4A (sortie en 1981), une carte différente était générée à chaque partie.

## Anecdote
Le Wumpus est devenu la mascotte emblématique du logiciel de communication Discord.